# Постдокторантура
Постдокторантура — наукова програма у закладах вищої освіти та наукових установах, що передбачає проведення постдокторантами (докторами філософії або кандидатами наук) оригінальних досліджень, отримання ними наукових результатів, які забезпечують розв'язання важливої теоретичної або прикладної проблеми, мають загальнонаціональне або світове значення та опубліковані в наукових виданнях.
Метою програми постдокторантури є надання додаткових можливостей працевлаштування та професійного зростання вченим на початку наукової кар'єри (12 років з моменту отримання наукового ступеня PhD або кандидата наук).
У країнах Західної Європи, Америки, в Австралії постдокторантура — це наукове дослідження, яке виконується вченим, що недавно отримав ступінь PhD. Так, у Великій Британії у 2003 році 25 % випускників-докторів природничих наук продовжували проводити докторські дослідження в рамках постдокторантури.